# Whale Cove
Whale Cove (Inuktitut: ᑎᑭᕋᕐᔪᐊᖅ; Tikiraqjuaq) – niewielki inuicki przysiółek położony 72 km na południe od Rankin Inlet na zachodnim brzegu Zatoki Hudsona.
Miejscowi Inuici są bardzo tradycyjną społecznością, dlatego 99% z nich nadal nosi futra, poluje, łowi ryby oraz je surowe mięso. Wielu mieszkańców zajmuje się również wielorybnictwem, z których wytwarza się żywność i olej. Zimą mieszkańcy regularnie podróżują na nartach do osady Rankin Inlet, a w miesiącach letnich pływają tam łodzią.
W 2006 r. populacja osady wyniosła 353 osoby i w porównaniu z poprzednim spisem ludności w 2001 roku wzrosła o 15,7 procent.

## Historia
Nazwa osady wywodzi się od białuchów, które licznie zbierają się na wybrzeżu. Okolice Whale Cove początkowo zajmowały trzy odmienne grupy Inuitów (jedna w głębi lądu, a dwie na wybrzeżu). W połowie XVIII wieku zaczęli handlować futrami, wielorybim olejem oraz kłami i skórą morsów z Kompanią Zatoki Hudsona, kiedy w Churchill otworzono jej punkt handlowy.
W latach 50. i 60. XX wieku wiele inuickich grup z powodu braku pożywienia było przesiedlanych z jednego miejsca w inne. Część z nich trafiła do Whale Cove z Ennadai Lake i Back River. W latach 70. przybyli osadnicy z Rankin Inlet i Arviat, a także wielu innych miejsc z zachodniego wybrzeża Zatoki Hudsona.
W 1973 r. organizacja Inuit Tapirisat of Canada zainicjował projekt „Inuit Land Use and Occupancy Project”, w ramach którego antropolog David Hoffman wraz z zespołem ekspertów prowadził badania terenowe w okolicach Whale Cove. Programowi przewodniczył Milton Freeman, który powiedział, że projekt działał na całym obszarze zajmowanym przez Inuitów, czyli od rzeki Mackenzie do Ziemi Baffina. Dodał też, że badania potwierdziły przypuszczenia, że Inuici zajmowali ogromne tereny na północy Kanady od niepamiętnych czasów. Z kolei Hoffman był pod wrażeniem precyzji z jaką Inuici potrafią bez pomocy mapy określić specyfikę danego terenu i wiedzy, jaką posiadają na jej temat.